# Мигиле
Мигиле́ (Месели, Миселе; баш. Миһеле) — пресноводное озеро в Учалинском районе Республики Башкортостан, Россия. Находится северо-восточнее села Миндяк. Объём воды — 0,0094 км³. Площадь водной поверхности — 2,6 км² или, по другим данным — 1,28 км².
Озеро тектоническое, было образовано в перидотитовых породах ордовика, эффузивах и кремниях среднего и верхнего девона, терригеннокарбонатных отложениях и диоритах карбона, а также глинах, галечниках и песках неогена и четвертичной системы. Озеро площадью 2,6 км² и размерами 1,7×1,5 км классифицируется как бессточное, заморное, эвтрофное, со смешанным питанием. Западный и восточный берега — крутые, южный и северный — пологие. Южнее водоёма протекает река Табылгашты.
В окрестностях произрастают берёзовые леса и находятся луговые степи. Берега водоёма заросли камышом, щавелем конским, тростником обыкновенным и другими видами, в озере обитают карп, окунь, щука, кряква.